# Марија Бонита
Марија Бонита (шп. María Bonita) колумбијска је теленовела снимљена 1995.
У Србији је емитована између 2000. и 2004. на локалним телевизијама.

## Синопсис
Ова прича се одвија на Исли Фуерте, једном Карипском острву на коме Агустино Сантос под својим старим данима влада као председник. Поменуто мало место живи од производње банана и туризма.
Једног дана Марија Бонита, лепа мексичка певачица добива позив од председника за прославу његовог шездесетог рођендана. Оно што она никада није ни помишљала је да ће на том острву бити заробљена и остати на њему до краја свог живота. Такође није ни слутила да ће тамо упознати љубав свог живота – Хосе Сантоса.
Хосе је незаконити син Агустина Сантоса, и мрзи свог оца што јер га је одувек игнорисао и одбијао признати. Обећава се осветити свом родитељу, док Марија је та која се налази између њих двојице.

## Улоге
| Глумац:                | Улога:                      |
| ---------------------- | --------------------------- |
| Адела Норијега         | Марија Рејносо              |
| Фернандо Аљенде        | Хосе Сантос / Дамар Сантојо |
| Хулио Сесар Луна       | Агустино Сантос             |
| Марија Еухенија Давила | Ла Мага                     |
| Бруно Дијаз            | Калачо                      |
| Робинсон Дијаз         | Карлос Сантос               |
| Ана Марија Хојос       | Кати Албарасин              |
| Маргалида Кастро       | Либија Сантос               |
| Флора Мартинез         | Имелда Сантос               |
| Сесар Мора             | Хасинто Барба               |
| Ирис Ојола             | Адалхиса                    |
| Сандра Перез           | Лупе                        |
| Хосе Рохас             | Клаудио Карвахалес          |
| Хорхе Ромеро           | Алирио                      |
| Хосе Салдаријага       | Висенте Рејносо             |
| Хуан Пабло Шак         | Родриго Сантос              |
| Фелипе Солано          | Хуан Хосе Карвахал          |
| Кармен Марина Торес    | Тоња                        |
| Лијана Гретел          | Мадисеа                     |